# Augustine Choge
Augustine Choge (ur. 21 stycznia 1987 w Prowincji Wielkiego Rowu) – kenijski lekkoatleta, średnio i długodystansowiec.

## Osiągnięcia
- liczne medale mistrzostw świata w biegach przełajowych:
  - Lozanna 2003 – w kategorii juniorów złoty medal w drużynie
  - Saint-Étienne 2005 – w kategorii juniorów złoto indywidualnie oraz drużynowo
  - Fukuoka 2006 – w kategorii seniorów złoto w drużynie (krótki dystans)
- złoto mistrzostw świata juniorów młodszych (bieg na 3000 m Sherbrooke 2003)
- złoty medal mistrzostw świata juniorów (bieg na 5000 m Grosseto 2004)
- 3. miejsce podczas Światowego Finału IAAF (bieg na 5000 m Monako 2004)
- 3. lokata na Światowym Finale IAAF (bieg na 3000 m Monako 2005)
- złoto Igrzysk Wspólnoty Narodów (bieg na 5000 m Melbourne 2006), wynik osiągnięty w finale przez Choge (12:56.41) jest aktualnym rekordem tej imprezy
- 3. miejsce podczas Światowego Finału IAAF (bieg na 1500 m Stuttgart 2006)
- liczne zwycięstwa w mityngach serii Golden League
- 11. miejsce podczas halowych mistrzostw świata (bieg na 3000 m, Doha 2010)
- 9. miejsce podczas halowych mistrzostw świata (bieg na 3000 m, Sopot 2014)
- brązowy medal halowych mistrzostw świata (bieg na 3000 m, Portland 2016)

W 2008 reprezentował Kenię podczas igrzysk olimpijskich w Pekinie. W finale 1500 metrów Choge prowadził przez większość dystansu, jednak w końcówce osłabł i ostatecznie minął linię mety na odległej 10. pozycji.

## Rekordy życiowe
- bieg na 1500 metrów – 3:29,47 (2009)
- bieg na milę – 3:50,01 (2013)
- bieg na 3000 metrów (stadion) – 7:28,76 (2011)
- bieg na 5000 metrów – 12:53,66 (2005)
- bieg na 1500 metrów (hala) – 3:33,23 (2011)
- bieg na 2000 metrów (hala) – 4:56,30 (2007)
- bieg na 3000 metrów (hala) – 7:28,00 (2011)